# Liste des districts de Dadra et Nagar Haveli et Daman et Diu
Le territoire de Dadra et Nagar Haveli et Daman et Diu en Inde est subdivisé en trois districts :

Le territoire de Dadra et Nagar Haveli et Daman et Diu.

## Liste des districts
| Code | District              | Chef-lieu | Population (2011) | Superficie (km²) | Site web officiel             |
|      | Dadra et Nagar Haveli | Silvassa  | 343 709           | 491              | http://collectordnh.gov.in/   |
|      | Daman                 | Daman     | 191 173           | 72               | http://collectordaman.gov.in/ |
|      | Diu                   | Diu       | 52 074            | 40               | http://diu.gov.in/            |